# Аварийная ситуация
Авари́йная ситуа́ция — состояние потенциально опасного объекта, характеризующееся нарушением пределов и (или) условий безопасной эксплуатации, не перешедшее в аварию, при котором все неблагоприятные влияния источников опасности на персонал, население и окружающую среду удерживаются в приемлемых пределах посредством соответствующих технических средств, предусмотренных проектом.
На железнодорожном транспорте — отклонение от состояния нормального функционирования, вызванное техническими причинами или ошибками эксплуатационного персонала. При аварийной ситуации возникает непосредственная угроза возникновения инцидента или транспортного происшествия.
В авиационном транспорте — особая ситуация в течение полёта, когда необходимо произвести вынужденную посадку воздушного судна, а также ситуация, предотвращение усугубления которой до катастрофической связывается со значительным повышением физических и психофизиологических нагрузок на экипаж и требует от него высокого профессионального мастерства.